# Barentin
Barentin là một xã thuộc tỉnh Seine-Maritime trong vùng Normandie miền bắc nước Pháp.

## Huy hiệu
| Arms of Barentin | The arms of Barentin are blazoned: Azure, a viaduct argent masonned sable, and in chief 3 bees Or. |

## Dân số
| Năm | 1962 | 1968 | 1975   | 1982   | 1990   | 1999   | 2006   |
| --- | ---- | ---- | ------ | ------ | ------ | ------ | ------ |
| Dân số | 7962 | 9790 | 10,773 | 12,364 | 12,721 | 12,836 | 12,479 |
| From the year 1962 on: No double counting—residents of multiple communes (e.g. students and military personnel) are counted only once. |      |      |        |        |        |        |        |

## Thị trấn kết nghĩa
- Petersfield, Hampshire Vương quốc Anh
- Warendorf in Đức
- Castiglione delle Stiviere Ý
- Brossard, Quebec in Canada